# Oliver Gustafsson
Oliver Gustafsson, född 15 maj 1993, är en svensk fotbollsmålvakt som spelar för Utsiktens BK.

## Karriär
Gustafssons moderklubb är Gais, en klubb han tillbringat 18 år av sin karriär i och är en uttalad supporter till. Han representerade även under en kort period stadsrivalen IFK Göteborg, men spelade aldrig en match för klubben.
Säsongerna 2021 och 2022 spelade Gustafsson för FC Kålltorp i Division 6 och Division 7. I juli 2023 skrev han på ett halvårskontrakt med Superettan-klubben Utsiktens BK.